# Onuora Nzekwu
Onuora Nzekwu (1928. február 19. – 2017. április 21.) nigériai író.

## Művei
- Wand of Noble Wood (1961)
- Blade Among the Boys (1962)
- Highlife for Lizards (1965)
- Eze Goes to School (1966)
- Troubled Dust (2012)
- Ahmad Daggash (Story of the True) (2016)